# Верховский, Борис Владимирович
Борис Владимирович Верховский (8 (20) октября 1863—23 июля 1939) — русский советский ларинголог, доктор медицины; директор Московского женского медицинского института; действительный статский советник.

## Биография
Сын инженера путей сообщения. Среднее образование получил в Новочеркасской и 2-й Санкт-Петербургской гимназиях. В 1882 году поступил на естественное отделение физико-математического факультета Санкт-Петербургского университета. В 1884 году поступил на старший подготовительный курс Императорской военно-медицинской академии. В 1888 году окончил академию — первым, с награждением премией Буша и занесением имени на мраморную доску. Оставлен при академии для усовершенствования; занимал должность ординатора Академической терапевтической клиники С. П. Боткина. В 1891 году защитил диссертацию на степень доктора медицины «Процесс восстановления в слюнной подчелюстной железе собаки» и был отправлен на стажировку в Германию.
С 1896 года он — приват-доцент Военно-медицинской академии. С 1900 года, по приглашению Д. О. Отта — преподаватель болезней уха, горла, носа в Санкт-Петербургском женском медицинском институте; в 1907 году он стал ординарным профессором и возглавил кафедру ларингологии и отиатрии. С 1911 года неоднократно выбирался директором института; 1 января 1915 года был произведён в действительные статские советники.
Оставаясь директором при советской власти политикой её по отношению к высшей школе он был недоволен; особенно его возмущал декрет 2 августа 1918 года, согласно которому отменялись вступительные испытания. В письме народному комиссару просвещения А. В. Луначарскому Верховский указывал, что «Россия нуждается в увеличении числа врачей, но именно врачей. Врачей научно образованных, получивших законченную вполне основательную теоретическую подготовку…». В конце концов, в 1920 году Верховский подал прошение об отставке, но продолжал работать в институте. Лишь в декабре 1930 года он по состоянию здоровья покинул 1-й Ленинградский медицинский институт. В 1931 году его пригласили в Ленинградский НИИ по болезням уха, горла, носа и речи на должность научного консультанта.
Умер 23 июля 1939 года; похоронен на Волковском лютеранском кладбище.

## Награды
К 1915 году имел следующие награды:
- орден Св. Станислава 3-й ст. (1901)
- орден Св. Анны 2-й ст. (1909)
- орден Св. Владимира 4-й ст. (1914)

## Семья
Был трижды женат; его жёны: Елена Андреевна Мейнгард, Алиса Андреевна Мейнгард, Евгения Георгиевна Данилова. Сын, Владимир Борисович Верховской (13./25.07.1890, Стрельна — 1942, Ленинград) работал бухгалтером в управлении Октябрьской железной дороги; умер во время блокады вместе с женой, Елизаветой Михайловной (урожд. Данилова; 1901 — янв. 1942, Ленинград), работавшей секретарём суда в Ленинграде; их брак был бездетный.